# Schipkau
Schipkau est une commune allemande de l'arrondissement de Haute-Forêt-de-Spree-Lusace, Land de Brandebourg.

## Géographie
Schipkau se situe au centre de la région de lignite de la Basse-Lusace.
La commune comprend les quartiers d'Annahütte, Drochow, Hörlitz, Klettwitz, Meuro et Schipkau.
| Sallgast    | Großräschen  |             |
|             | Schipkau     | Senftenberg |
| Lauchhammer | Schwarzheide |             |

## Histoire
Le 31 décembre 2001, les six communes indépendantes d'Annahütte, Drochow, Hörlitz, Klettwitz, Meuro et Schipkau s'unissent pour former la municipalité de Schipkau. Depuis lors, ces communes sont devenues des quartiers.

## Infrastructures
En raison de la voie de contournement de Senftenberg, Hörlitz se trouve sur la Bundesstraße 169. La Bundesautobahn 13 traverse la zone urbaine, les sorties de Schwarzheide et Ruhland se situent sur le territoire de la ville.
L'aérodrome de Schwarzheide-Schipkau se trouve à Schipkau.

## Personnalités liées à la commune
- Robert Harnau (1908–1977), résistant contre le nazisme
- Golo Mann (1909–1994), écrivain
- Gerd König (1930–2009), diplomate est-allemand
- Walter Nowojski (1931–2012), germaniste
- Herbert Richter (1933–2018), chimiste
- Fritz Stavenhagen (né en 1945), acteur
- Daniela Döring (née en 1966), ingénieure
- Gerd Audehm (né en 1968), coureur cycliste né à Annahütte
- Solveig August (née en 1969), actrice

## Source, notes et références
- (de) Cet article est partiellement ou en totalité issu de l’article de Wikipédia en allemand intitulé « Schipkau » (voir la liste des auteurs).